# 6 Ore di Spa-Francorchamps 2024
La 6 Ore di Spa-Francorchamps 2024 è stato un evento di corse di auto sportive di resistenza che si è tenuto presso il Circuito di Spa-Francorchamps l'11 maggio 2024: è stata la terza prova del Campionato del mondo endurance 2024, la tredicesima edizione dell'evento nell'ambito del campionato nonché la quarantaquattresima edizione della competizione.

## Programma
| Data      | Ora            | Ora   | Evento                |
| Data      | (Locale: CEST) | ITA   | Evento                |
| --------- | -------------- | ----- | --------------------- |
| 9 maggio  | 11:30          | 11:30 | Prove libere 1        |
| 9 maggio  | 17:30          | 17:30 | Prove libere 2        |
| 10 maggio | 11:00          | 11:00 | Prove libere 3        |
| 10 maggio | 14:45          | 14:45 | Qualifiche - LMGT3    |
| 10 maggio | 15:08          | 15:08 | Hyperpole - LMGT3     |
| 10 maggio | 15:30          | 15:30 | Qualifiche - Hypercar |
| 10 maggio | 15:53          | 15:53 | Hyperpole - Hypercar  |
| 11 maggio | 13:00          | 13:00 | Gare                  |
| Note:     |                |       |                       |

## Elenco iscritti
Visto la concomitanza con l'E-Prix di Berlino della Formula E diversi piloti non prendo parte alla gara in Belgio, la Peugeot prende parte al evento con solo due piloti per vettura, sia Stoffel Vandoorne e Jean-Éric Vergne sono impegnati in FE. Anche la Hertz Jota Sport #12 scende in pista senza Norman Nato e corre con due piloti, mentre la Lamborghini sostituisce Edoardo Mortara con Andrea Caldarelli. Sulla Alpine #35 ritorna Ferdinand Habsburg dopo aver saltato la 6 Ore di Imola per infortunio. 
In classe GT3 Doriane Pin viene sostituita da Rahel Frey nel team Iron Dames, anche Kelvin van der Linde è impegnato in FE e viene sostituito dal pilota di Formula 2, Ritomo Miyata. Mentre Timur Boguslavskiy è costretto a saltare la corsa per una malattia venendo sostituito da Clemens Schmid
Di seguito l'elenco dei partecipanti:
| No. | Squadra                   | Auto                          | Pneumatici | Pilota 1              | Pilota 2           | Pilota 3            |
| --- | ------------------------- | ----------------------------- | ---------- | --------------------- | ------------------ | ------------------- |
| 2   | Cadillac Racing           | Cadillac V-LMDh               | M          | Earl Bamber           | Alex Lynn          |                     |
| 5   | Porsche Penske Motorsport | Porsche 963                   | M          | Michael Christensen   | Matt Campbell      | Frédéric Makowiecki |
| 6   | Porsche Penske Motorsport | Porsche 963                   | M          | André Lotterer        | Laurens Vanthoor   | Kévin Estre         |
| 7   | Toyota Gazoo Racing       | Toyota GR010 Hybrid           | M          | Mike Conway           | Kamui Kobayashi    | Nyck de Vries       |
| 8   | Toyota Gazoo Racing       | Toyota GR010 Hybrid           | M          | Sébastien Buemi       | Brendon Hartley    | Ryō Hirakawa        |
| 11  | Isotta Fraschini          | Isotta Fraschini Tipo 6 LMH-C | M          | Carl Wattana Bennett  | Jean-Karl Vernay   | Antonio Serravalle  |
| 12  | Hertz Jota Sport          | Porsche 963                   | M          | Will Stevens          | Callum Ilott       |                     |
| 15  | BMW M Team WRT            | BMW M Hybrid V8               | M          | Dries Vanthoor        | Raffaele Marciello | Marco Wittmann      |
| 20  | BMW M Team WRT            | BMW M Hybrid V8               | M          | Sheldon van der Linde | Robin Frijns       | René Rast           |
| 35  | Alpine Endurance Team     | Alpine A424                   | M          | Paul-Loup Chatin      | Jules Gounon       | Charles Milesi      |
| 36  | Alpine Endurance Team     | Alpine A424                   | M          | Matthieu Vaxivière    | Nicolas Lapierre   | Mick Schumacher     |
| 38  | Hertz Jota Sport          | Porsche 963                   | M          | Oliver Rasmussen      | Philip Hanson      | Jenson Button       |
| 50  | Ferrari AF Corse          | Ferrari 499P                  | M          | Antonio Fuoco         | Nicklas Nielsen    | Miguel Molina       |
| 51  | Ferrari AF Corse          | Ferrari 499P                  | M          | Alessandro Pier Guidi | Antonio Giovinazzi | James Calado        |
| 63  | Lamborghini Iron Lynx     | Lamborghini SC63              | M          | Daniil Kvjat          | Mirko Bortolotti   | Andrea Caldarelli   |
| 83  | AF Corse                  | Ferrari 499P                  | M          | Robert Kubica         | Ye Yifei           | Robert Švarcman     |
| 93  | Peugeot TotalEnergies     | Peugeot 9X8                   | M          | Mikkel Jensen         | Nico Müller        |                     |
| 94  | Peugeot TotalEnergies     | Peugeot 9X8                   | M          | Paul di Resta         | Loïc Duval         |                     |
| 99  | Proton Competition        | Porsche 963                   | M          | Julien Andlauer       | Neel Jani          |                     |

| No. | Squadra              | Auto                          | Pneumatici | Pilota 1              | Pilota 2           | Pilota 3            |
| --- | -------------------- | ----------------------------- | ---------- | --------------------- | ------------------ | ------------------- |
| 27  | Heart of Racing Team | Aston Martin Vantage GT3 Evo  | G          | Daniel Mancinelli     | Alex Riberas       | Ian James           |
| 31  | Team WRT             | BMW M4 GT3                    | G          | Augusto Farfus        | Sean Gelael        | Darren Leung        |
| 46  | Team WRT             | BMW M4 GT3                    | G          | Valentino Rossi       | Maxime Martin      | Ahmad Al Harthy     |
| 54  | Vista AF Corse       | Ferrari 296 GT3               | G          | Francesco Castellacci | Davide Rigon       | Thomas Flohr        |
| 55  | Vista AF Corse       | Ferrari 296 GT3               | G          | Alessio Rovera        | Simon Mann         | François Heriau     |
| 59  | United Autosports    | McLaren 720S GT3 Evo          | G          | Grégoire Saucy        | Nicolas Costa      | James Cottingham    |
| 60  | Iron Lynx            | Lamborghini Huracán GT3 Evo 2 | G          | Franck Perera         | Matteo Cressoni    | Claudio Schiavoni   |
| 77  | Proton Competition   | Ford Mustang GT3              | G          | Ben Barker            | Zacharie Robichon  | Ryan Hardwick       |
| 78  | Akkodis ASP Team     | Lexus RC F GT3                | G          | Ritomo Miyata         | Clemens Schmid     | Arnold Robin        |
| 81  | TF Sport             | Chevrolet Corvette Z06 GT3.R  | G          | Charlie Eastwood      | Rui Andrade        | Tom van Rompuy      |
| 82  | TF Sport             | Chevrolet Corvette Z06 GT3.R  | G          | Daniel Juncadella     | Sébastien Baud     | Hiroshi Koizumi     |
| 85  | Iron Dames           | Lamborghini Huracán GT3 Evo 2 | G          | Michelle Gatting      | Rahel Frey         | Sara Bovy           |
| 87  | Akkodis ASP Team     | Lexus RC F GT3                | G          | José María López      | Esteban Masson     | Takeshi Kimura      |
| 88  | Proton Competition   | Ford Mustang GT3              | G          | Dennis Olsen          | Mikkel O. Pedersen | Giorgio Roda        |
| 91  | Manthey EMA          | Porsche 911 GT3 R (992)       | G          | Richard Lietz         | Morris Schuring    | Yasser Shahin       |
| 92  | Manthey PureRxcing   | Porsche 911 GT3 R (992)       | G          | Klaus Bachler         | Joel Sturm         | Aliaksandr Malykhin |
| 95  | United Autosports    | McLaren 720S GT3 Evo          | G          | Marino Satō           | Nico Pino          | Josh Caygill        |
| 777 | D'Station Racing     | Aston Martin Vantage GT3 Evo  | G          | Marco Sørensen        | Erwan Bastard      | Clément Mateu       |

## Prove Libere
Migliori cinque per classe

### Prove Libere 1
| Pos.  | Classe   | #  | Team                  | Piloti             | Tempo    | Gap    |
| ----- | -------- | -- | --------------------- | ------------------ | -------- | ------ |
| 1     | Hypercar | 50 | Ferrari AF Corse      | Antonio Fuoco      | 2:05.690 |        |
| 2     | Hypercar | 51 | Ferrari AF Corse      | Antonio Giovinazzi | 2:06.831 | +1.141 |
| 3     | Hypercar | 63 | Lamborghini Iron Lynx | Daniil Kvjat       | 2:06.998 | +1.308 |
| 4     | Hypercar | 36 | Alpine Endurance Team | Nicolas Lapierre   | 2:07.020 | +1.330 |
| 5     | Hypercar | 83 | AF Corse              | Ye Yifei           | 2:07.087 | +1.397 |
| Pos.  | Classe   | #  | Team                  | Piloti             | Tempo    | Gap    |
| 1     | LMGT3    | 82 | TF Sport              | Daniel Juncadella  | 2:20.885 |        |
| 2     | LMGT3    | 54 | Vista AF Corse        | Davide Rigon       | 2:21.220 | +0.335 |
| 3     | LMGT3    | 27 | Heart of Racing Team  | Daniel Mancinelli  | 2:21.387 | +0.502 |
| 4     | LMGT3    | 85 | Iron Dames            | Michelle Gatting   | 2:21.886 | +1.001 |
| 5     | LMGT3    | 46 | Team WRT              | Maxime Martin      | 2:21.940 | +1.055 |
| Note: |          |    |                       |                    |          |        |

## Qualifiche
In Grassetto sono segnati i team che hanno raggiunto la Pole position di classe. 
| Pos.  | Classe   | #   | Team                      | Qualifica | Hyperpole | Griglia |
| ----- | -------- | --- | ------------------------- | --------- | --------- | ------- |
| 1     | Hypercar | 50  | Ferrari AF Corse          | 2:02.462  | 2:02.600  | 19      |
| 2     | Hypercar | 5   | Porsche Penske Motorsport | +0.213    | +0.507    | 1       |
| 3     | Hypercar | 2   | Cadillac Racing           | +0.519    | +0.515    | 2       |
| 4     | Hypercar | 99  | Proton Competition        | +0.485    | +0.714    | 3       |
| 5     | Hypercar | 12  | Hertz Team Jota           | +0.479    | +0.784    | 4       |
| 6     | Hypercar | 6   | Porsche Penske Motorsport | +0.485    | +0.848    | 5       |
| 7     | Hypercar | 8   | Toyota Gazoo Racing       | +0.124    | +0.972    | 6       |
| 8     | Hypercar | 35  | Alpine Endurance Team     | +0.436    | +1.085    | 7       |
| 9     | Hypercar | 83  | AF Corse                  | +0.414    | +1.448    | 8       |
| 10    | Hypercar | 20  | BMW M Team WRT            | +0.455    | +1.462    | 9       |
| 11    | Hypercar | 51  | Ferrari AF Corse          | +0.540    |           | 10      |
| 12    | Hypercar | 36  | Alpine Endurance Team     | +0.724    |           | 11      |
| 13    | Hypercar | 15  | BMW M Team WRT            | +0.946    |           | 12      |
| 14    | Hypercar | 93  | Peugeot TotalEnergies     | +1.154    |           | 13      |
| 15    | Hypercar | 7   | Toyota Gazoo Racing       | +1.276    |           | 14      |
| 16    | Hypercar | 94  | Peugeot TotalEnergies     | +1.436    |           | 15      |
| 17    | Hypercar | 63  | Lamborghini Iron Lynx     | +1.964    |           | 16      |
| 18    | Hypercar | 38  | Hertz Team Jota           | +2.091    |           | 17      |
| 19    | Hypercar | 11  | Isotta Fraschini          | +3.491    |           | 18      |
| 1     | LMGT3    | 85  | Iron Dames                | 2:20.527  | 2:20.755  | 20      |
| 2     | LMGT3    | 95  | United Autosports         | +1.247    | +0.337    | 37      |
| 3     | LMGT3    | 46  | Team WRT                  | +0.706    | +0.383    | 21      |
| 4     | LMGT3    | 91  | Manthey EMA               | +0.732    | +0.530    | 22      |
| 5     | LMGT3    | 59  | United Autosports         | +1.765    | +0.538    | 23      |
| 6     | LMGT3    | 27  | Heart of Racing Team      | +0.841    | +0.595    | 24      |
| 7     | LMGT3    | 54  | Vista AF Corse            | +1.780    | +0.828    | 25      |
| 8     | LMGT3    | 81  | TF Sport                  | +1.239    | +1.460    | 26      |
| 9     | LMGT3    | 78  | Akkodis ASP Team          | +1.793    | No tempo  | 27      |
| 10    | LMGT3    | 92  | Manthey PureRxcing        | +0.850    | No tempo  | 28      |
| 11    | LMGT3    | 88  | Proton Competition        | +1.958    |           | 29      |
| 12    | LMGT3    | 77  | Proton Competition        | +2.031    |           | 30      |
| 13    | LMGT3    | 31  | Team WRT                  | +2.515    |           | 31      |
| 14    | LMGT3    | 55  | Vista AF Corse            | +2.564    |           | 32      |
| 15    | LMGT3    | 777 | D'station Racing          | +2.567    |           | 33      |
| 16    | LMGT3    | 82  | TF Sport                  | +3.000    |           | 34      |
| 17    | LMGT3    | 87  | Akkodis ASP Team          | +4.494    |           | 35      |
| 18    | LMGT3    | 60  | Iron Lynx                 | +4.869    |           | 36      |
| Note: |          |     |                           |           |           |         |

A fine qualifiche la Ferrari AF Corse #50 e la United Autosports #95 vengono squalificate e partiranno in fondo alla qualifica.

## Gara
I risultati della corsa sono i seguenti:
| Pos | Classe   | #   | Team                      | Piloti                                                   | Auto                             | Giri |
| --- | -------- | --- | ------------------------- | -------------------------------------------------------- | -------------------------------- | ---- |
| 1   | Hypercar | 12  | Hertz Team Jota           | Callum Ilott Will Stevens                                | Porsche 963                      | 141  |
| 2   | Hypercar | 6   | Porsche Penske Motorsport | Kévin Estre André Lotterer Laurens Vanthoor              | Porsche 963                      | 141  |
| 3   | Hypercar | 50  | Ferrari AF Corse          | Antonio Fuoco Miguel Molina Nicklas Nielsen              | Ferrari 499P                     | 141  |
| 4   | Hypercar | 51  | Ferrari AF Corse          | James Calado Antonio Giovinazzi Alessandro Pier Guidi    | Ferrari 499P                     | 141  |
| 5   | Hypercar | 99  | Proton Competition        | Julien Andlauer Neel Jani                                | Porsche 963                      | 141  |
| 6   | Hypercar | 8   | Toyota Gazoo Racing       | Sébastien Buemi Brendon Hartley Ryo Hirakawa             | Toyota GR010 Hybrid              | 141  |
| 7   | Hypercar | 7   | Toyota Gazoo Racing       | Mike Conway Kamui Kobayashi Nyck de Vries                | Toyota GR010 Hybrid              | 141  |
| 8   | Hypercar | 83  | AF Corse                  | Robert Kubica Robert Shwartzman Yifei Ye                 | Ferrari 499P                     | 141  |
| 9   | Hypercar | 35  | Alpine Endurance Team     | Paul-Loup Chatin Jules Gounon Charles Milesi             | Alpine A424                      | 141  |
| 10  | Hypercar | 93  | Peugeot TotalEnergies     | Mikkel Jensen Nico Müller                                | Peugeot 9X8 2024                 | 140  |
| 11  | Hypercar | 15  | BMW M Team WRT            | Raffaele Marciello Dries Vanthoor Marco Wittmann         | BMW M Hybrid V8                  | 140  |
| 12  | Hypercar | 36  | Alpine Endurance Team     | Nicolas Lapierre Mick Schumacher Matthieu Vaxivière      | Alpine A424                      | 140  |
| 13  | Hypercar | 20  | BMW M Team WRT            | Robin Frijns Sheldon van der Linde René Rast             | BMW M Hybrid V8                  | 140  |
| 14  | Hypercar | 94  | Peugeot TotalEnergies     | Paul di Resta Loïc Duval                                 | Peugeot 9X8 2024                 | 139  |
| 15  | Hypercar | 11  | Isotta Fraschini          | Carl Wattana Bennett Antonio Serravalle Jean-Karl Vernay | Isotta Fraschini Tipo 6-C        | 138  |
| 16  | LMGT3    | 91  | Manthey EMA               | Richard Lietz Morris Schuring Yasser Shahin              | Porsche 911 GT3 R (992)          | 130  |
| 17  | LMGT3    | 92  | Manthey PureRxcing        | Klaus Bachler Alex Malykhin Joel Sturm                   | Porsche 911 GT3 R (992)          | 130  |
| 18  | LMGT3    | 60  | Iron Lynx                 | Matteo Cressoni Franck Perera Claudio Schiavoni          | Lamborghini Huracán GT3 Evo 2    | 130  |
| 19  | LMGT3    | 85  | Iron Dames                | Sarah Bovy Rahel Frey Michelle Gatting                   | Lamborghini Huracán GT3 Evo 2    | 130  |
| 20  | LMGT3    | 59  | United Autosports         | Nicolas Costa James Cottingham Grégoire Saucy            | McLaren 720S GT3 Evo             | 130  |
| 21  | LMGT3    | 54  | Vista AF Corse            | Francesco Castellacci Thomas Flohr Davide Rigon          | Ferrari 296 GT3                  | 130  |
| 22  | LMGT3    | 777 | D'station Racing          | Erwan Bastard Clément Mateu Marco Sørensen               | Aston Martin Vantage AMR GT3 Evo | 130  |
| 23  | LMGT3    | 88  | Proton Competition        | Dennis Olsen Mikkel O. Pedersen Giorgio Roda             | Ford Mustang GT3                 | 130  |
| 24  | LMGT3    | 77  | Proton Competition        | Ben Barker Ryan Hardwick Zacharie Robichon               | Ford Mustang GT3                 | 130  |
| 25  | LMGT3    | 78  | Akkodis ASP Team          | Ritomo Miyata Arnold Robin Clemens Schmid                | Lexus RC F GT3                   | 129  |
| 26  | LMGT3    | 27  | Heart of Racing Team      | Ian James Daniel Mancinelli Alex Riberas                 | Aston Martin Vantage AMR GT3 Evo | 129  |
| 27  | LMGT3    | 82  | TF Sport                  | Sébastien Baud Daniel Juncadella Hiroshi Koizumi         | Chevrolet Corvette Z06 GT3.R     | 129  |
| 28  | LMGT3    | 55  | Vista AF Corse            | François Heriau Simon Mann Alessio Rovera                | Ferrari 296 GT3                  | 129  |
| 29  | LMGT3    | 87  | Akkodis ASP Team          | Takeshi Kimura José María López Esteban Masson           | Lexus RC F GT3                   | 128  |
| Rit | Hypercar | 2   | Cadillac Racing           | Earl Bamber Alex Lynn                                    | Cadillac V-Series.R              | 95   |
| Rit | LMGT3    | 31  | Team WRT                  | Augusto Farfus Sean Gelael Darren Leung                  | BMW M4 GT3                       | 87   |
| Rit | Hypercar | 5   | Porsche Penske Motorsport | Matt Campbell Michael Christensen Frédéric Makowiecki    | Porsche 963                      | 64   |
| Rit | Hypercar | 63  | Lamborghini Iron Lynx     | Mirko Bortolotti Andrea Caldarelli Daniil Kvyat          | Lamborghini SC63                 | 59   |
| Rit | LMGT3    | 95  | United Autosports         | Josh Caygill Nico Pino Marino Sato                       | McLaren 720S GT3 Evo             | 59   |
| Rit | LMGT3    | 81  | TF Sport                  | Rui Andrade Charlie Eastwood Tom van Rompuy              | Chevrolet Corvette Z06 GT3.R     | 56   |
| Rit | Hypercar | 38  | Hertz Team Jota           | Jenson Button Philip Hanson Oliver Rasmussen             | Porsche 963                      | 37   |
| Rit | LMGT3    | 46  | Team WRT                  | Ahmad Al Harthy Maxime Martin Valentino Rossi            | BMW M4 GT3                       | 33   |